# Билет за отиване
„Билет за отиване“ е български телевизионен игрален филм (драма) от 1978 година, по сценарий на Янко Станоев и режисура на Иван Касабов. Оператор е Ивайло Тренчев. Музиката е на композитора Кирил Цибулка, а художник е Димитър Минев. 
Филмът е направен по едноименния разказ на Янко Станоев.

## Актьорски състав
| В главните роли | Изпълнител            |
| --------------- | --------------------- |
| Томи            | Иво Момчев            |
| Захари          | Иван Граматиков       |
| бащата на Томи  | Петър Слабаков        |
|                 | Никола Маринов        |
|                 | Славелена Майноловска |
|                 | Зинка Друмева         |
|                 | Катрин Варадинова     |
|                 | Димитър Учкунов       |
|                 | Николай Клисуров      |
|                 | Георги Билалов        |
|                 | Румяна Георгиева      |
|                 | Мая Бабурска          |